# Луј Франсоа, војвода од Буфлера
Луј Франсоа, војвода од Буфлера (фр. Louis François de Boufflers; Кријон, 10. јануар 1644 — Фонтенбло, 22. август 1711) је био француски војсковођа и маршал Француске.
Стипио је 1663. у војну службу и борио се прилиом опсаде Марсла. Унапређен је 1669, у пуковника драгона. Приликом опсаде Лорене 1670. био је под командом маршала де Крекија. У Холандији је ратовао под заповедништвом Анри Тирена и често се истицао вештзином и храброшћу. Када је Анри Тирен био убијен 1675. Буфлер је заповедао одступницом за време повлачења француске војске. Већ тада је био бригадир, а 1677. је унапређен у чин еквивалентан генерал-мајору.
Кроз више разних похода све више се истицао, па је 1681. постао генерал-потпуковник. Командовао је француском војском на Моселу на почетку Рата Велике алијансе и започео је рат серијом победа. После тога предводио је корпус до Самбре као појачање војводи од Луксембурга уочи битке код Флера 1690.
Током1691. био је под личним краљевим заповедништвом, а за време опкољавања Монса рањен је при нападу на град. Био је са краљем присутан приликом опсаде Намира 1692. Учествовао је и приликом француске победе у битка бици код Стинкирка. За својње заслуге унапређен је 1692. у маршала Француске, а 1694. именован је војводом од Буфлера. Именован је 1694. гувернером Француске Фландрије и града Лила. Вештим маневром убацио се у Намир, који је дуго бранио. Предао се тек кад је изгубио 8.000 од 13.000 војника. Његов противник Вилијам III Орански је изгубио више од 12.000 војника приликом опсаде Намира.
За време Рата за шпанско наслеђе Лил је био угрожен од војводе од Молбороа и принца Еугена Савојског. Буфлер је командовао и бранио је Лил три месеца. Награђен је од краља као да је остварио победу. Било је ту извесног тријумфа, јер кад је предавао Лил непријатељске снаге су му дозволиле да диктира услове капитулације. Француска се 1709. нашла јако угрожена од савезничких снага, па се Буфлер пријавио да буде помоћник маршалу Вилару. Заједну су били у бици код Монплака. Након Виларовог рањавања командовао је повлачењем француске војске. Повлачење је било изведено у савршеном бојном поретку, тако да нису изгубили ни топове ни заробљенике. Умро је у Фонтенблоу 22. августа 1711.